# Resania lanceolata
Resania lanceolata är en musselart som beskrevs av Gray 1853. Resania lanceolata ingår i släktet Resania och familjen Mactridae. Inga underarter finns listade i Catalogue of Life.